# Пономарёв, Василий Николаевич
Василий Николаевич Пономарёв  (род. 15 января 1947 г., д. Красный Дар Курагинского района Красноярского края) — тренер по пауэрлифтингу и бодибилдингу,  один из организаторов первых чемпионатов России и СССР по пауэрлифтингу, Заслуженный работник физической культуры Российской Федерации.

## Биография
В 1965 году окончил профтехучилище  № 22 г. Красноярска, а в 1985 году – Ивановский энергетический техникум.
Работал в компании «Сибэлектромонтаж», гараже Красноярского крайкома КПСС, являлся директором спорткомплекса школы высшего спортивного мастерства по борьбе, созданной и возглавляемой Д.Г. Миндиашвили.
В 1986 году основал атлетический клуб «Богатырь», став тренером по пауэрлифтингу и бодибилдингу. Изданная им в 1991 году книга «Атлетизм» выступила одним из первых учебных пособий по этим видам спорта на русском языке.
В 1988 году стал одним из организаторов и главным судьей прошедшего в Красноярске первого чемпионата России по пауэрлифтингу. Поскольку в то время слово пауэрлифтинг отсутствовало в официальной спортивной русскоязычной лексике, этот чемпионат официально назывался чемпионатом по атлетизму (силовому троеборью). В 1989 году по его инициативе в Красноярске прошел первый чемпионат СССР по пауэрлифтингу. В этом же году выступил организатором и главным судьей прошедших в городе Абакане международных соревнований пауэрлифтеров РСФСР – США – Красноярский край.
Награжден именной серебряной медалью Международной федерации бодибилдинга и почетным знаком «За заслуги в развитии физической культуры и спорта» (1994). В 2018 году удостоен звания Заслуженный работник физической культуры Российской Федерации.